# Alice Hoffman

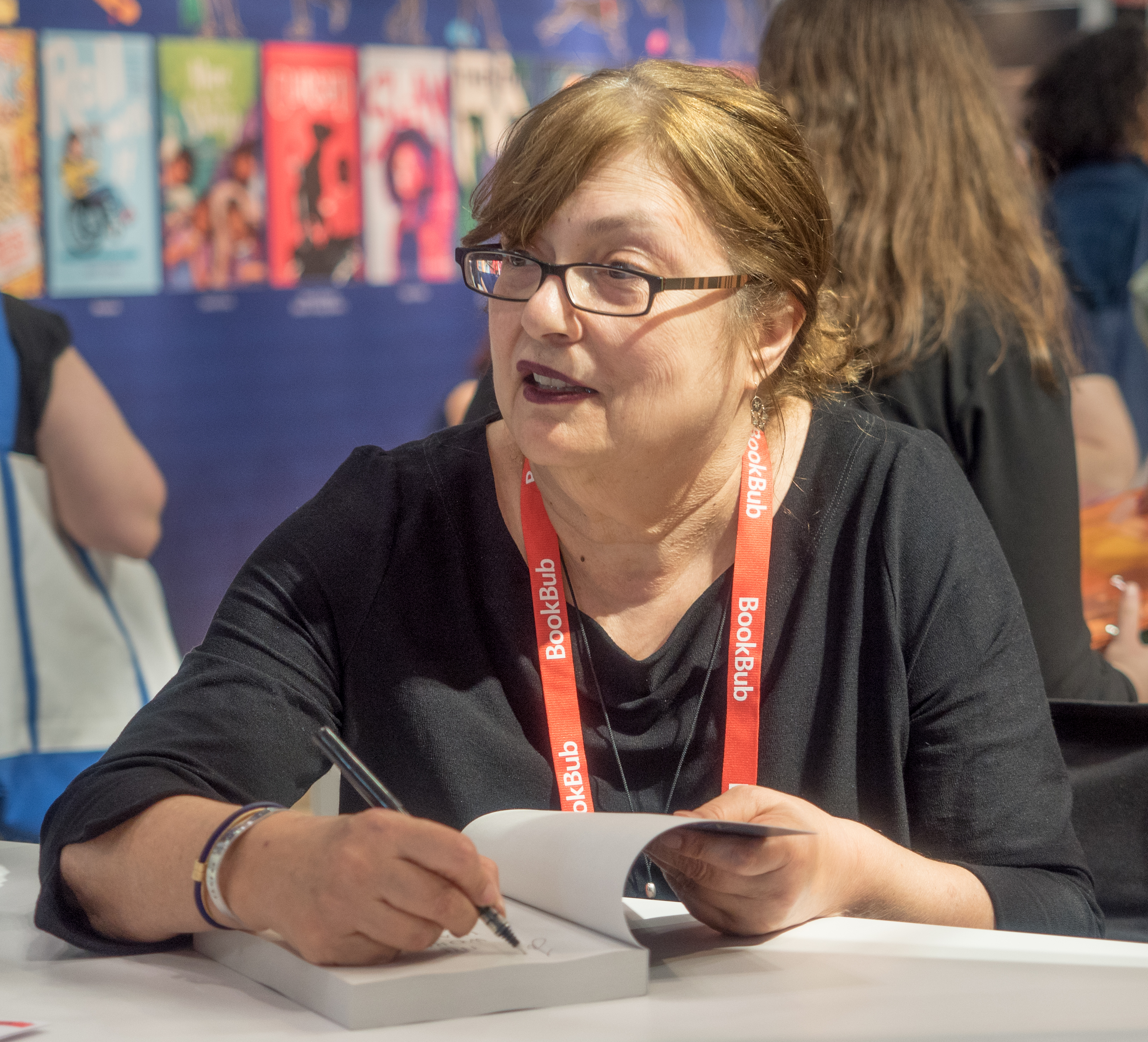
Alice Hoffman, 2019

Alice Hoffman (* 16. März 1952 in New York City) ist eine amerikanische Schriftstellerin.
Hoffmans Werk, bisher u. a. 15 Bücher für Erwachsene und sechs für Kinder, ist geprägt durch Elemente wie Magie, Ironie und ungewöhnliche Liebesbeziehungen und wurde in mehr als 20 Sprachen übersetzt.
Aber trotz dieser Fantasy-Elemente fehlt es in ihrem Werk nicht an Wirklichkeitsbezug. Zum Beispiel beschäftigt sich „At Risk“ mit dem Thema Aids und ist in vielen Schulen Pflichtlektüre.

## Biographie
Alice Hoffman wuchs auf Long Island auf.
Nach ihrem Highschool-Abschluss 1969 arbeitete Alice kurze Zeit bei Doubleday, entschied sich dann aber doch für ein Studium.
So schrieb sie sich bei der Adelphi University ein, wo sie einen BA erreichte. Kurz darauf erhielt sie ein Stipendium für das 'Creativ Writing Center' der Stanford University, die sie zwischen 1973 und 1974 besuchte und an der sie schließlich ihren MA erwarb.
Während ihres Studiums half ihr Mentor Alber J. Guerard und dessen Frau Maclin Bocock Guerard, die beide bekannte Autoren sind, eine Kurzgeschichte im Magazin Fiction zu veröffentlichen.
Nach der Veröffentlichung sprach der Herausgeber des Magazins „American Review“ Ted Solotaroff Alice an, weil er bereit war, eine ihrer Geschichten abzudrucken. Da sie keine angemessene zur Verfügung hatte, begann sie zu schreiben und ihr erstes Werk Property Of wurde 1977 veröffentlicht.
Bis heute hat Alice Hoffman fünfzehn Erzählungen, zwei Bücher mit Kurzgeschichten, sechs Kinderbücher und das Drehbuch für Independence Day (1983, mit Kathleen Quinlan und Dianne Wiest) geschrieben.
Auch einige ihrer eigenen Bücher wurden verfilmt. Am bekanntesten ist wohl der Film Zauberhafte Schwestern, mit Sandra Bullock und Nicole Kidman in den Hauptrollen, der auf dem Buch Practical Magic basiert. Auch Der Flusskönig und Aquamarin wurden verfilmt.
Alice Hoffman ist verheiratet und lebt mit ihrem Mann und zwei Söhnen in Cambridge (Massachusetts).

## Bibliographie
- 1977 Property Of
  - Auf dem Rücken: Roman, dt. von Wolfgang Krege; Klett-Cotta Verlag, Stuttgart 1979, ISBN 3-12-903820-5.
- 1979 The Drowning Season
  - Ertrinkenstage: Roman, dt. von Wolfgang Krege; Klett-Cotta Verlag, Stuttgart 1981, ISBN 3-12-903830-2.
- 1980 Angel Landing
  - Das ganze und das halbe Leben: Roman, dt. von Elke vom Scheidt; Goldmann, München 1992, ISBN 3-442-41349-4.
- 1982 White Horses
  - Herzensbrecher: Roman, dt. von Karin Fleischanderl; Droemersche Verlagsanstalt Knaur, München 1985, ISBN 3-426-08027-3.
- 1985 Fortune's Daughter
  - Das erste Kind: Roman, dt. von Elke vom Scheidt; Goldmann, München 1990, ISBN 3-442-09784-3.
- 1987 Illumination Night
  - Die Nacht der tausend Lichter: Roman, dt. von Elke vom Scheidt; Goldmann, München 1989, ISBN 3-442-09378-3.
- 1988 At Risk
  - Wo bleiben Vögel im Regen: Roman, dt. von Elke vom Scheidt; Goldmann, München 1989, ISBN 3-442-09379-1.
- 1990 Seventh Heaven
  - Der siebte Himmel: Roman, dt. von Elke vom Scheidt; Goldmann, München 1991, ISBN 3-442-30407-5.
- 1992 Turtle Moon
  - Zaubermond: Roman, dt. von Elke vom Scheidt; Goldmann, München 1992, ISBN 3-442-30445-8.
- 1994 Second Nature
  - Wolfsnacht: Roman, dt. von Elke vom Scheidt; Goldmann, München 1994, ISBN 3-442-30469-5.
- 1995 Practical Magic
  - Im Hexenhaus: Roman, dt. von Elke vom Scheidt; Goldmann, München 1996, ISBN 3-442-30659-0.
- 1997 Here on Earth
  - Hier auf Erden: Roman, dt. von Elke vom Scheidt; Goldmann, München 1998, ISBN 3-442-30765-1.
- 1999 Local Girls
  - Die Mädchen von nebenan, dt. von Sabine Lohmann; Goldmann, München 2000, ISBN 3-442-44582-5.
- 1999 Fireflies: A Winter's Tale
- 2000 The River King
  - Der Flusskönig: Roman, dt. von Sibylle Schmidt; Goldmann, München 2002, ISBN 3-442-30766-X.
- 2000 Horsefly
- 2001 Blue Diary
  - Das blaue Tagebuch: Roman, dt. von Sibylle Schmidt; Goldmann, München 2003, ISBN 3-442-30986-7.
- 2001 Aquamarine
- 2002 Indigo
- 2003 The Probable Future
  - Märzkinder: Roman, dt. von Sibylle Schmidt; Goldmann, München 2005, ISBN 3-442-30987-5.
- 2003 Green Angel
- 2004 Blackbird House
  - Das Haus der Amseln: Roman, dt. von Sybille Schmidt; Goldmann, München 2005, ISBN 3-442-46013-1.
- 2004 Moondog
- 2005 The Ice Queen
  - Die Eiskönigin: Roman, dt. von Leonore Beadsman; Goldmann, München 2006, ISBN 3-442-46109-X.
- 2005 The Foretelling
  - Tochter der Amazone, dt. von Sibylle Schmidt; cbj, München 2006, ISBN 3-570-13057-6.
- 2006 Incantation
- 2007 Skylight Confessions
  - Engelskind: Roman, dt. von Sybille Schmidt; Goldmann, München 2008, ISBN 978-3-442-46456-2.
- 2008 The Third Angel
- 2009 The Story Sisters
- 2010 Green Witch (Sequel zu Green Angel)
- 2011 The Red Garden
- 2011 The Dovekeepers
- 2013 Survival Lessons
- 2014 The Museum of Extraordinary Things
- 2014 Conjure
- 2015 The Marriage of Opposites
- 2015 Nightbird
  - Nachtvogel oder Die Geheimnisse von Sidwell, dt. von Sibille Schmidt; Sauerländer Verlag, Frankfurt am Main 2016, ISBN 978-3-7373-5387-8.
- 2016 Faithful
- 2017 The Rules of Magic (Prequel zu Practical Magic)
  - The rules of magic: Eine zauberhafte Familie: Roman, dt. von Eva Kemper; Fischer, Frankfurt am Main 2021, ISBN 978-3-596-70060-8.
- 2019 The World That We Knew
- 2020 Magic Lessons (Prequel zu Practical Magic)
- 2021 The Book of Magic (Sequel zu Practical Magic)
- 2023 The Invisible Hour

## Auszeichnungen
- 1993[1] Hammett Prize für Turtle Moon (dt. Zaubermond. Goldmann, München 1992)

## Verfilmungen
Drehbuch
- 1983: Ihre letzte Chance (Independence Day) – Regie: Robert Mandel

Literarische Vorlage
- 1998: Zauberhafte Schwestern (Practical Magic) – Regie: Griffin Dunne
- 2005: The River King – Regie: Nick Willing
- 2006: Aquamarin – Die vernixte erste Liebe
- 2015: The Dovekeepers – Regie: Yves Simoneau